# Дмитриј Углички
Царевић Димитрије Иванович (Угљич, 19. октобар 1582 — Угљич, 15. мај 1591) je био законити син руског цара Ивана IV Грозног, али без наследних права. Умро је од рањавања ножем у осмој години свога живота 1591. године у граду Угличу, под неразјашњеним околностима.
Постоје три вероватне теорије о његовој смрти. 
- Димитрије је убијен по наређењу Бориса Годунова, а околности су представљене као несрећан случај. Мана ове теорије је та што је Димитрије био син из петог или седмог брака Ивана Грозног, и стога није био могући наследник престола.
- Димитрије се сам исекао ножем услед пада током епилептичног напада. Постоје сведочанства да се царевић уочи напада играо стрелицама у облику ножа.
- Постоји могућност да је царевић побегао, а да је убијен неки други дечак. Ову причу поткрепљује појава више претендената који су касније тврдили да су царевић Димитрије. Међутим, тешко је веровати да убицама није био познат лик царевића.

## Хришћанска традиција
У хришћанској традицији помиње се да се после смрти јавио некоме монаху и прорекао, да ће се појавити лажни Димитрије, који ће убици Борису Годунову проузроковати смрт. У хришћанској традицији помињу се и бројна чудеса која су се дешавала на гробу убијеног царевића. Његове мошти су после петнаест година откривене целе. Потом су свечано пренете у Москву. Свети мученик Димитрије је сахрањен у цркви Светог Арханђела Михаила.
Православна црква га слави као Светог мученика Димитрија 3. јуна по јулијанском, а 16. јуна по грегоријанском календару.

## Породично стабло
|  |                      |  |  |  |  |  |  |  |  |  |  |  |  |  |  |  |
|  | 2. Иван IV Грозни    |  |  |  |  |  |  |  |  |  |  |  |  |  |  |  |
|  |                      |  |  |  |  |  |  |  |  |  |  |  |  |  |  |  |
|  |                      |  |  |  |  |  |  |  |  |  |  |  |  |  |  |  |
|  | 1. Царевић Димитрије |  |  |  |  |  |  |  |  |  |  |  |  |  |  |  |
|  |                      |  |  |  |  |  |  |  |  |  |  |  |  |  |  |  |
|  |                      |  |  |  |  |  |  |  |  |  |  |  |  |  |  |  |
|  | 3. Maria Nagaya      |  |  |  |  |  |  |  |  |  |  |  |  |  |  |  |
|  |                      |  |  |  |  |  |  |  |  |  |  |  |  |  |  |  |
|  |                      |  |  |  |  |  |  |  |  |  |  |  |  |  |  |  |